# دبليو. ك. براون
دبليو. ك. براون (بالإنجليزية: W. K. Brown) هو شخصية أعمال وسياسي أمريكي، ولد في 7 يناير 1923 في الولايات المتحدة، وتوفي في 13 يوليو 2011 في الإسكندرية في الولايات المتحدة بسبب مرض آلزهايمر. حزبياً، نشط في الحزب الديمقراطي. وقد انتخب عضو مجلس نواب لويزيانا.